# Ростовская наступательная операция (1941)
Ростовская наступательная операция (17 ноября — 2 декабря 1941 года) — фронтовая наступательная операция войск Южного фронта. Одно из первых успешных наступлений Красной армии в годы Великой Отечественной войны, которое наряду с контрнаступлением под Москвой привело к остановке немецкого наступления на советско-германском фронте зимой 1941 года. В рамках данной операции проведены частные Большекрепинская наступательная операция (17-23 ноября) и наступательная операция по освобождению Ростова (27 ноября-2 декабря).

## Планы сторон
В ходе Донбасско-Ростовской оборонительной операции немецкие войска группы армий «Юг» (командующий генерал-фельдмаршал Рундштедт) нанесли в октябре сокрушительное поражение войскам Южного фронта и заняли большую часть Донбасса, а затем предприняли попытку глубоким обходом занять Ростов-на-Дону, и тем самым открыть себе путь на Сталинград и на Кавказ.
В первой половине ноября главной ударной группировке — 1-й немецкой танковой армии (генерал-полковник Эвальд фон Клейст) — не удалось прорваться на шахтинском направлении с последующим выходом к Дону восточнее Ростова.
Но ситуация оставалась очень опасной: немецкие войска не утратили боеспособность, они вышли в район Миллерово, Астахово, Аграфеновка (примерно в 60 км севернее Ростова) и угрожали как захватом Шахтинского промышленного района, так и захватом Ростова и перехватом стратегической железнодорожной магистрали Воронеж — Ростов-на-Дону.
В то же время, наступая на Ростов, войска Клейста всё более подставляли фланги и тыловые коммуникации под угрозу ударов советских войск. Пехотные дивизии вермахта значительно отстали от танков и ввиду больших потерь в предыдущих боях улучшить ситуацию уже не могли.
Советское командование Юго-Западного направления (маршал С. К. Тимошенко) не могло упустить реальную возможность разгрома 1-й танковой армии Клейста и предложило план контрнаступления.
Одобрив план, Ставка потребовала разгромить 1-ю танковую армию, ликвидировать угрозу прорыва на Кавказ. И сковать основные силы группы армий «Юг» — тем самым не позволить противнику усиливать за её счет группу армий «Центр» на московском направлении, где решалась судьба Москвы и немцам катастрофически не хватало войск для взятия столицы.
По инициативе маршала Тимошенко спешно собрали дивизии из разных армий Юго-Западного фронта и скудных резервов — и сформировали в районе Краснодона и Каменска-Шахтинского 37-ю армию (генерал-майор А. И. Лопатин).
Ее вывели на Южный фронт между 18-й и 9-й армиями на рубеже Ровеньки — Должанская — Бирюково. Предполагалось, что она нанесет главный удар на юг во фланг и тыл 1-й немецкой танковой армии с общим направлением наступления на Таганрог, чтобы там выйти на побережье Азовского моря и тем самым отрезать армию Клейста от главных сил группы армий «Юг».
Её наступление должны были поддерживать смежные фланги 18-й армии (генерал-майор В. Я. Колпакчи, с 28 ноября генерал-майор Ф. В. Камков) и 9-й армии (генерал-майор Ф. М. Харитонов). На подступах к Ростову развертывалась 56-я отдельная армия (генерал-лейтенант Ф. Н. Ремезов).
Всего в составе Южного фронта и 56-й отдельной армии на 15 ноября имелось 22 стрелковые дивизии, 9 кавалерийских дивизий и 5 танковых бригад, в том числе на Южном фронте — 16 стрелковых и 5 кавалерийских дивизий, 7 танковых бригад, всего 262 600 человек; в 56-й армии — 5 стрелковых дивизий, 5 кавалерийских дивизий, танковая бригада, всего 86 500 человек. Для усиления ВВС Южного фронта Ставка придала ему на период наступления резервную авиационную группу, две смешанные авиационные дивизии и полк ночных бомбардировщиков. Всего советские ВВС насчитывали больше 200 самолетов.
Действовавшая на этом участке фронта группировка войск противника: 4-й немецкий армейский корпус и итальянский корпус 17-й армии, а также 1-я танковая армия (49-й горный, 14-й и 3-й моторизованные корпуса) насчитывала 7 пехотных, 2 горнострелковые, 3 танковые и 4 мотодивизии.
По численности войск и по авиации было создано примерное равенство сторон, по танкам немцы имели двойное превосходство (250 против 120), по артиллерии небольшое превосходство было у советских войск.
К 16 ноября немецкое командование частично вынуждено было пересмотреть свои планы: 1-я танковая армия противника изменила направление главного удара, глубокий обход Ростова через Шахты и Новочеркасск был заменён на удар практически по прямой с севера на юг через Большие Салы (14-й мехкорпус), а 3-й мотокорпус наносил сходящийся удар с запада через Чалтырь.
С целью отвлечения советских сил с Ростовского направления 4-й немецкий армейский корпус на левом фланге 17-й немецкой армии начал наступать вдоль правого берега реки Северский Донец на Ворошиловград против 12-й советской армии. И к вечеру 16 ноября продвинулся до 20 км.
Войска 12-й армии упорно сдерживали наступление. И хотя до конца декабря отошли ещё на 35 км, но не допустили прорыв фронта, ослабили противника и не позволили ему оказать помощь своим войскам под Ростовом.
В связи с изменением направления наступления противника к югу, нанесения удара непосредственно на Ростов советское Верховное Главнокомандование уточнило первоначальный план наступательной операции. В окончательном виде план заключался в следующем: главный удар нанести 37-й армией с фронта Дарьевка, Бирюково в общем направлении на Большекрепинскую в тыл моторизованным корпусам противника.
18-я армия наносила удар силами двух левофланговых стрелковых дивизий на Дмитриевку и Дьяково с задачей выйти на верхнее течение реки Миус, а 9-я армия одной стрелковой и одной кавалерийской дивизиями из района Новошахтинска — на Болдыревку с задачей содействовать 37-й армии в разгроме 1-й танковой армии противника.
35-я и 56-я кавалерийские дивизии должны были после достижения стрелковыми дивизиями района Дьяково наступать из-за левого фланга 18-й армии в направлении Куйбышево, Артемовка с задачей действовать по ближайшим тылам 49-го немецкого горнострелкового корпуса и выходом на рубеж реки Крынка поддержать с запада 37-ю армию.
Поддержка наступления ударной группировки Южного фронта со стороны Донбасса была возложена на войска 12-й армии, а также правого фланга и центра 18-й армии.
Задача 56-й отдельной армии Ставкой ВГК 14 ноября была определена следующим образом:
«В связи со снижением ударной группы противника к югу и нацеливанием её на фронт 56-й отдельной армии основной задачей 56-й отдельной армии является прочное удержание Ростовско-Новочеркасского района. При успехе наступления Южного фронта и отвлечения тем на себя части ударной группы противника 56-я отдельная армия обязана коротким ударом содействовать Южному фронту в достижении общего поражения противника».

## Начало сражения
В 8.00 17 ноября главные силы 1-й танковой армии (3 танковые дивизии, 2 мотодивизии) возобновили наступление на Ростов.
По стечению обстоятельств, через час перешла в наступление 37-я армия Южного фронта и войска примыкавших к ней флангов 18-й и 9-й армий — на Большекрепинскую. Войска 37-й армии в первый день наступления, сбивая передовые части противника, продвинулись на 15-18 км. В последующие четыре дня, встретив ожесточенное сопротивление немецких моторизованной и части сил танковой дивизий, переходивших в контратаки, они продвинулись на 15-20 км и к 21 ноября вышли на рубеж станицы Цимлянка, Миллерово, Аграфеновка. Войска 18-й армии встретили упорное сопротивление и до 21 ноября успеха не имели, но сковали силы 49-го горного корпуса. Медленно наступали и части 9-й армии.
Из-за неблагоприятных метеорологических условий советская авиация фронта до 20 ноября действовала эпизодически и неэффективно, однако затем активизировала боевую деятельность, сосредоточив усилия на уничтожении противника в наиболее сильных опорных пунктах.
На ходе операции отрицательно сказались спешка в организации советского наступления и недостатки в действиях войск:
- слабое маневрирование
- преобладание шаблонных тактических решений
- неотработанное взаимодействие пехоты с танками, артиллерией и авиацией

Не сумев прорвать оборону немцев, ударная группировка войск Южного фронта продавливала ее. В первые дни операции немцы были уверены, что им удастся быстро измотать советские войска и локализовать наступление, как это часто удавалось раньше. Поэтому корпуса Клейста продолжали наступать. 19 ноября немецкие танки прорвались к северо-восточным окраинам Ростова, в тыл 56-й армии, весь день 20 ноября упорные бои шли на ближних подступах к Ростову и на его окраинах. Советские войска понесли тяжелые потери в личном составе, было утрачено много артиллерии, танков и 3 бронепоезда. Положение обороняющих город войск было крайне тяжелым, в концу дня бои велись уже в городе, особенно упорные — в районе острова Зелёный, где немцы стремились захватить переправы. В ночь на 21 ноября был отдан приказ об отходе на левый берег Дона.
21 ноября 1941 года немецкие войска захватили Ростов-на-Дону, отбросив войска 56-й отдельной армии к югу за реку Дон и к востоку в сторону Новочеркасска.
Но успех оказался кратким: угроза флангу и тылу немецкой 1-й танковой армии со стороны 37-й советской армии продолжала усиливаться. О развитии успеха немецкой армии не было речи: в бой были введены все силы, они несли тяжелые потери, наступать далее было нечем. Уже в день взятия Ростова Клейст был вынужден направить первые части из Ростова обратно на север — для организации обороны на правом берегу реки Тузлов.
Маршал Тимошенко после захвата немцами Ростова настойчиво продвигал войска вперед: за 22 и 23 ноября 37-я армия прошла с боями еще до 25 км и вышла на рубеж Ново-Павловка, Лысогорка, река Тузлов. Все реальнее становилась угроза отрезать армию Клейста в Ростове от главных сил группы армий «Юг» и окружить ее.

## Второй этап наступления
Директива Ставки ВГК от 24 ноября подчеркивала, что целью действий наших войск на ростовском направлении является «разгром бронетанковой группы Клейста и овладение районом Ростов, Таганрог с выходом на фронт Ново-Павловка, Куйбышево, Матвеев Курган, р. Миус». Поэтому командующему Южным фронтом предлагалось, «продолжая наступательную операцию, поставить войскам задачу овладеть Ростовом и Таганрогом…», а командующему Закавказским фронтом — «силами 56-й армии содействовать войскам Южного фронта в овладении районом Ростов».
На дальнейшем развитии событий отрицательно сказалось крайне неудачное решение маршала Тимошенко. Он решил нанести главный удар по основным силам 1-й танковой армии в Ростове (чтобы ускорить освобождение города), тогда как Ставка требовала наступать на Таганрог и именно там выйти к Азовскому морю, разрезав надвое немецкие войска.
Для осуществления этого решения Южный фронт 3 дня потратил на перегруппировку войск, перебросил основные силы 37-й армии (4 стрелковые дивизии, 3 танковые бригады) на исходный рубеж Стоянов, Генеральское, а 2 кавалерийские дивизии — в район Чистополье. Также на рубеж реки Тузлов перемещалась 9-я армия, усиленная одной кавалерийской и одной стрелковой дивизией, танковой бригадой.
В результате вместо угрозы окружения всей 1-й немецкой танковой армии Южный фронт создавал такую угрозу только тем её войскам, которые действовали непосредственно в районе Ростова (а это всего две моторизованные дивизии). Начавшийся отвод из-под Ростова танковых дивизий противника советская разведка не обнаружила.
27 ноября советские войска возобновили наступление по сходящимся направлениям: 37-я армия наступала с рубежа Стоянов, Генеральское на Султан-Салы, западную окраину Ростова, 9-я армия — с рубежа Константипонка, Буденный на Большие Салы, Ростов, часть её сил — со стороны Новочеркасска на Ростов.
56-я армия (23 ноября включена в состав Южного фронта) атаковала также тремя группировками — из района Красный Двор на восточную окраину Ростова; из района Батайск на южную окраину Ростова; самая сильная группа — из района Азова на западную окраину Ростова и Чалтырь. Задачу по перехвату путей отхода Клейста на запад остались решать только 2 кавалерийские дивизии.
Сразу же осознав масштаб угрозы, Клейст не дожидаясь разрешения Рунштедта и Гитлера, срочно стал принимать меры по спасению армии. Он перебросил обе танковые дивизии навстречу 37-й армии на рубеж реки Тузлов, бросил туда же 1-ю словацкую моторизованную дивизию (ранее несла службу по охране тыла и побережья Азовского моря), выделил силы прикрытия для обороны Ростова и под защитой этих самых опасных участков начал отвод всех остальных войск.
27 ноября первые части 56-й армии по льду форсировали Дон и ворвались в Ростов, где начались ожесточенные уличные бои. 29 ноября часть сил 37-й армии прорвала немецкую оборону и вышла в район севернее Султан-Салы, а 56-я армия овладела Чалтырем. В тот же день части 56-й армии и 9-й армии после трехдневных уличных боев полностью освободили Ростов-на-Дону.
С 30 ноября по 2 декабря 1-я танковая армия, используя преимущество в мобильности и прикрываясь арьергардами на промежуточных рубежах, отошла от Ростова на рубеж реки Миус, сорвав попытку оставшихся слабых сил 37-й армии продолжить наступление на Таганрог.
Для её спасения командование группы армий «Юг» спешно бросило сюда из-под Харькова четыре дивизии. На этом направлении фронт стабилизировался, прорвать этот рубеж с ходу советские войска из-за понесенных потерь и недостатка снабжения не смогли.

## Итог операции
Ростовская наступательная операция стала первым масштабным успехом советских войск в зимнюю кампанию 1941-42 гг. Вместе с контрнаступлением под Москвой Ростовская операция окончательно похоронила план «Барбаросса».
Вермахт еще никогда не испытывал таких тяжелых поражений, они создали уверенность в разгроме нацизма как в Советском Союзе и странах антигитлеровской коалиции, так и в оккупированной нацистами Европе.
За поражение Гитлер снял Рундштедта с должности командующего группой армий «Юг».
Немецкие войска удалось отбросить на 60-80 км и снять угрозу их прорыва к Волге и на Кавказ.
Южный фланг советско-германского фронта стабилизировался на полгода (Миус-фронт). Ударная сила группы армий «Юг» — 1-я танковая армия — понесла тяжелые потери и надолго утратила наступательные возможности. Были введены в бой и измотаны все немецкие резервы — в декабре 1941 года ни одна немецкая дивизия из группы армий «Юг» не была переброшена под Москву.
Эти достижения советских войск тем более значительны, что всего за полтора месяца до начала Ростовской наступательной операции Южный фронт пережил катастрофическое поражение в Донбассе, и его пришлось воссоздавать практически заново.
Советское командование, и прежде всего маршал Тимошенко, сумели в тяжелых условиях немецкого наступления и при отсутствии превосходства над противником (более того, при его двойном превосходстве в танках) найти самое уязвимое место, быстро собрали необходимые силы для удара и переломили ход сражения без оперативной паузы.
Но неудачное решение о переносе направления главного удара на второстепенную цель не позволило добиться окружения 1-й танковой армии. Вторым неблагоприятным фактором стало слабое тактическое мастерство советских войск, что пока ещё позволяло противнику относительно малочисленными силами сдерживать советское наступление на ключевых рубежах. Среднесуточные темпы наступления стрелковых соединений составляли 4-5 км, и только в самые удачные дни для отдельных соединений составляли 10-12 км.

## Потери сторон
Безвозвратные потери советских войск составили 15 264 человека (потери Южного фронта — 11 163 человека, потери 56-й армии — 4 101 человек). Санитарные потери составили 17 847 человек (потери Южного фронта — 12 758, потери 56-й армии — 5 089 человек). Общие потери — 33 111 человек. Потери в технике составили: 42 танка, более 1 000 орудий и миномётов, 42 самолёта.
Общие немецкие потери оцениваются по советским данным, около 30 000 человек убитыми, а также захваченными 154 танка, 245 орудий, 93 миномёта, 1455 автомашин.